# Władca much (film 1963)
Władca much (ang. Lord of the Flies) – brytyjski film dramatyczny z 1963, będący ekranizacją powieści Williama Goldinga o tym samym tytule.
Serwis Rotten Tomatoes przyznał filmowi wynik 91%.

## Fabuła
W wyniku katastrofy lotniczej grupa blisko czterdziestu chłopców ląduje na bezludnej tropikalnej wyspie. Starając się przetrwać wybierają lidera Ralpha. Jednak wkrótce Jack rozpoczyna walkę o przywództwo, co powoduje podział chłopców na dwie rywalizujące grupy. Z czasem zwolennicy Jacka stają się coraz bardziej brutalni.

## Obsada
- James Aubrey – Ralph
- Tom Chapin – Jack
- Hugh Edwards – Prosiaczek
- Tom Gaman – Simon
- Roger Elwin – Roger
- Roger Allen – Piers
- David Brunjes – Donald
- Peter Davy – Peter
- Kent Fletcher – Percival Wemys Madison
- Nicholas Hammond – Robert

i inni